# Hella Tornegg
Hella Tornegg (* 31. Dezember 1878 in Berlin als Helene Gertrude Caroline Bartels; † 26. Mai 1946 ebenda) war eine deutsche Schauspielerin und Sängerin.

## Leben
Die Tochter des Zimmer- und Handelsmanns Albert Wilhelm Bartels und seiner Frau Henriette, geb. Wolf, hatte eine Ausbildung zur Schauspielerin und Sängerin erhalten und stand seit 1900 auf der Bühne. In jungen Jahren trat sie als Hella Thornegg auf, erst später entfernte sie das "h" aus ihrem Nachnamen. Zu ihren frühen Bühnenstationen in der Provinz zählt u. a. Frankfurt an der Oder. Schon vor dem Ersten Weltkrieg trat die freischaffende Künstlerin an Berliner Spielstätten (z. B. am Luisen-Theater) auf. Auch in späteren Jahren fand sie nur Engagements an kleineren, minder wichtigen hauptstädtischen Bühnen wie dem Volkstheater Neue Welt und dem Plaza-Theater.
Zum Film stieß sie inmitten des Ersten Weltkriegs. Von Anbeginn spielte sie einfache Frauen aus dem Volk, Ehefrauen und Mütter. Intensiv aktiv war sie vor allem in den Jahren 1916 bis 1920 und wieder seit Beginn der Tonfilmära. Dort verkörperte die alternde Künstlerin bis zuletzt durchgehend Chargen aller Arten. Tornegg stand 1944 in der Gottbegnadeten-Liste des Reichsministeriums für Volksaufklärung und Propaganda.
Hella Tornegg war viermal verheiratet: Von 1900 bis 1906 mit dem Dirigenten Curt Goldmann, von 1911 bis 1924 mit dem Kunstmaler und Schriftsteller Hermann Theodor Drege, von 1925 bis 1932 mit dem Kaufmann Franz Xaver Rieffel und von 1937 bis zu seinem Tod 1945 mit August Wax. 

## Filmografie
- 1916: Der Millionenschuster
- 1916: Ein toller Abend
- 1917: Die leere Wasserflasche
- 1917: Die Kassette
- 1918: Frühlingsstürme im Herbste des Lebens
- 1918: Der Fluch des Nuri
- 1918: Die Film-Kathi
- 1918: Das blonde Vergnügen
- 1918: Nocturno der Liebe
- 1919: Retter der Menschheit
- 1919: Margot de Plaisance
- 1919: Sündiges Blut
- 1919: Die Geächteten
- 1919: Die Sumpfhanne
- 1920: Erpreßt
- 1920: Das Kußverbot
- 1920: Johann Baptiste Lingg
- 1920: Die entfesselte Menschheit
- 1923: Hallig Hooge
- 1923: Gestörte Flitterwochen
- 1929: Schwarzwaldmädel
- 1931: Ihr Scheidungsgrund
- 1932: Holzapfel weiß alles
- 1932: Husarenliebe
- 1934: Besuch am Abend
- 1934: Ihr größter Erfolg
- 1935: Glückspilze
- 1935: Die törichte Jungfrau
- 1936: Inkognito
- 1937: Die göttliche Jette
- 1937: Unter Ausschluß der Öffentlichkeit
- 1937: Liebe kann lügen
- 1938: Musketier Meier III
- 1939: Weltrekord im Seitensprung
- 1941: Leichte Muse
- 1941: Das tapfere Schneiderlein
- 1942: Dr. Crippen an Bord
- 1942: Gefährtin meines Sommers
- 1943: Akrobat schö-ö-ö-n
- 1943: Der Majoratsherr
- 1943: Neigungsehe
- 1943: Junge Herzen
- 1944: Träumerei
- 1944: Seinerzeit zu meiner Zeit
- 1945: Die Brüder Noltenius
- 1945: Der stumme Gast